# Eustahija Arsić
Eustahija Arsić właśc. Eustahija Cincić cyr. Еустахија Арсић (ur. 14 marca 1776 w Irigu, zm. 17 lutego 1843 w Aradzie) – serbska pisarka.

## Życiorys
Urodziła się w serbskiej rodzinie Cincić w Irigu, należącym wówczas do Imperium Habsburskiego, była córką Gavrila i Marty. Odebrała staranne wykształcenie, posługiwała się sześcioma językami. We wczesnej młodości wyszła za mąż za kupca z Koprivnicy Laćkovicia. Po jego śmierci poślubiła serbskiego kupca Tomę Radovanovicia, który uzyskał w Wiedniu tytuł szlachecki. Z początkiem XIX wieku została po raz drugi wdową i wyszła za mąż za Savę Arsicia, senatora w Aradzie i mecenasa serbskich pisarzy w tym mieście. 
Prowadziła salon w Aradzie, a także bibliotekę, z której korzystali znani serbscy emigranci, w tym Dositej Obradović. Z początkiem XIX w. rozpoczęła działalność pisarską, w duchu oświeceniowym. Pierwszy utwór opublikowała anonimowo w roku 1814. Była pierwszą kobietą w Serbii, która wydawała drukiem teksty literackie. Była także tłumaczką dzieł Woltera i Jamesa Thomasa na język serbski. W 1838 była pierwszą kobietą, którą przyjęto do Maticy Srbskiej, zajmowała się redakcją Kroniki Maticy Srbskiej.

## Publikacje
- 1814: СовěтЪ матерній : предрагой обоего пола юности сербской и валахійской, аки Исчадїе нěжнаго чувствованїя, имже благо и щастїе отрасли рода своего обимаетЪ Сочинителница
- 1816: Полезная размышленія о четырехЪ годишнихЪ временехЪ : сЪ особеннымЪ прибавленіемЪ о Трудолюбїи человěка, и оттуду происходящей Всеобщей ползě
- 1829: Морална поученија